# Amerikansk sjöorre
Amerikansk sjöorre (Melanitta americana) är en mörk and som häckar i Nordamerika, men även i östra Sibirien. Den häckar i Nordamerika västra Alaska och kanadensiska Quebec, men även i östra Ryssland öster om floden Lena. Den övervintrar utmed Nordamerikas båda kuster samt i Stora Sjöarna, i Asien huvudsakligen utmed sydöstra Rysslands kust samt i Japan och Korea. Tidigare behandlades den som underart till sjöorren, men urskiljs numera allmänt som egen art. Den minskar rätt kraftigt i antal och anses därför vara nära hotad.

## Utseende och läte
Amerikansk sjöorre mäter 44-54 cm, vilket gör den lika stor som sjöorren. Hanen är något större än honan. I adult dräkt är amerikansk sjöorre, liksom sjöorren, svart med mörka vingar som dock har ljusare handpennor. Adult hona är gråbrun med mörkare brunsvart hätta och nacke. 
I stort är den snarlik sin nära släkting, men den adulta hanen är diagnostisk på grund av sin stora gula näbbknöl, i nederkant till och med gulorange. Vidare har den tjockare hals. Honan är mycket lik sjöorrens hona, men skiljer sig på att teckningen i nacken är något bredare, nageln på näbben lite mer nedåtböjd samt att vissa honors mörka näbbar är mönstrade i gult. De skiljer sig också åt genom dess sorgsamma spelläte är mycket mer utdraget (0,7 sekunder jämfört med 0,1).

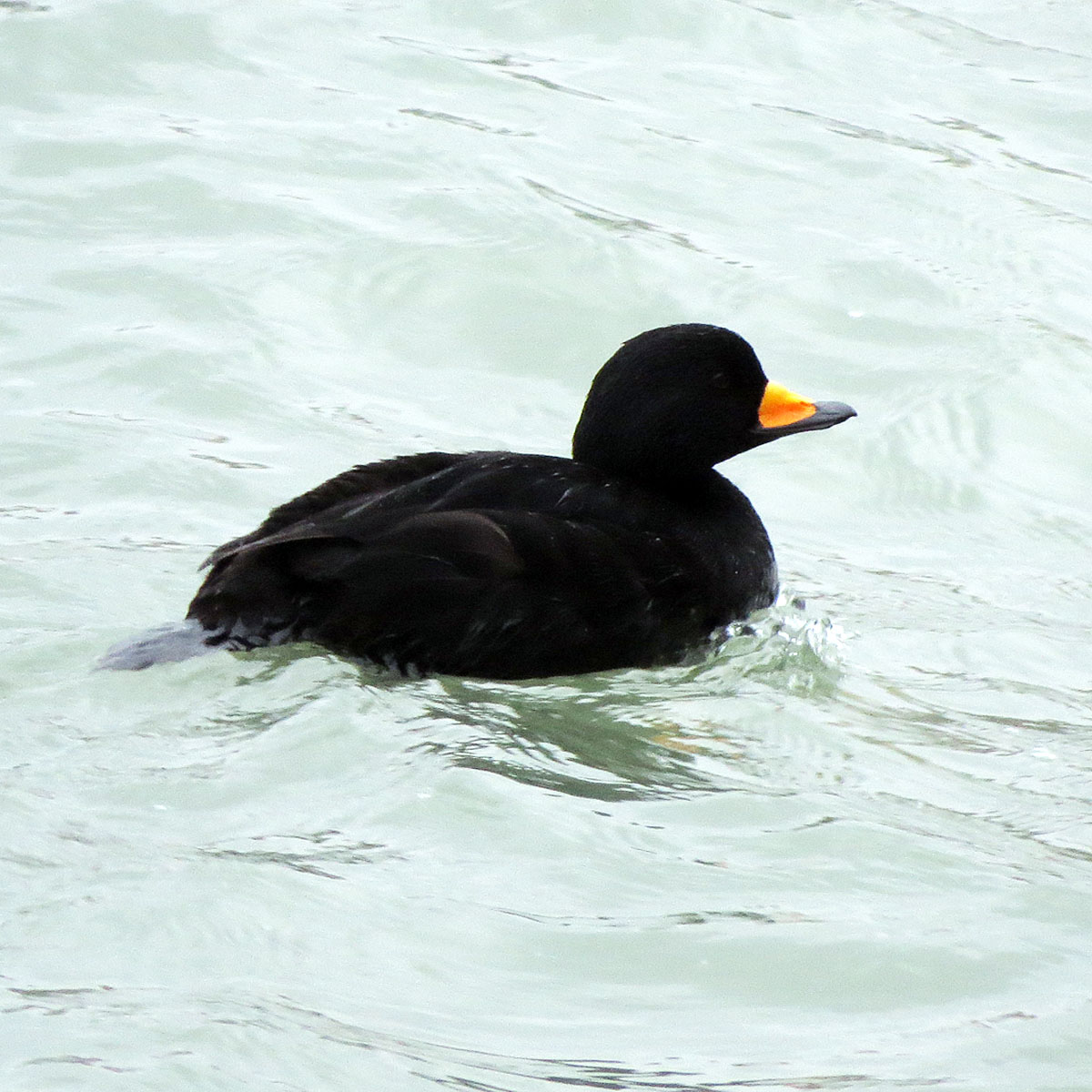
Adult hane.

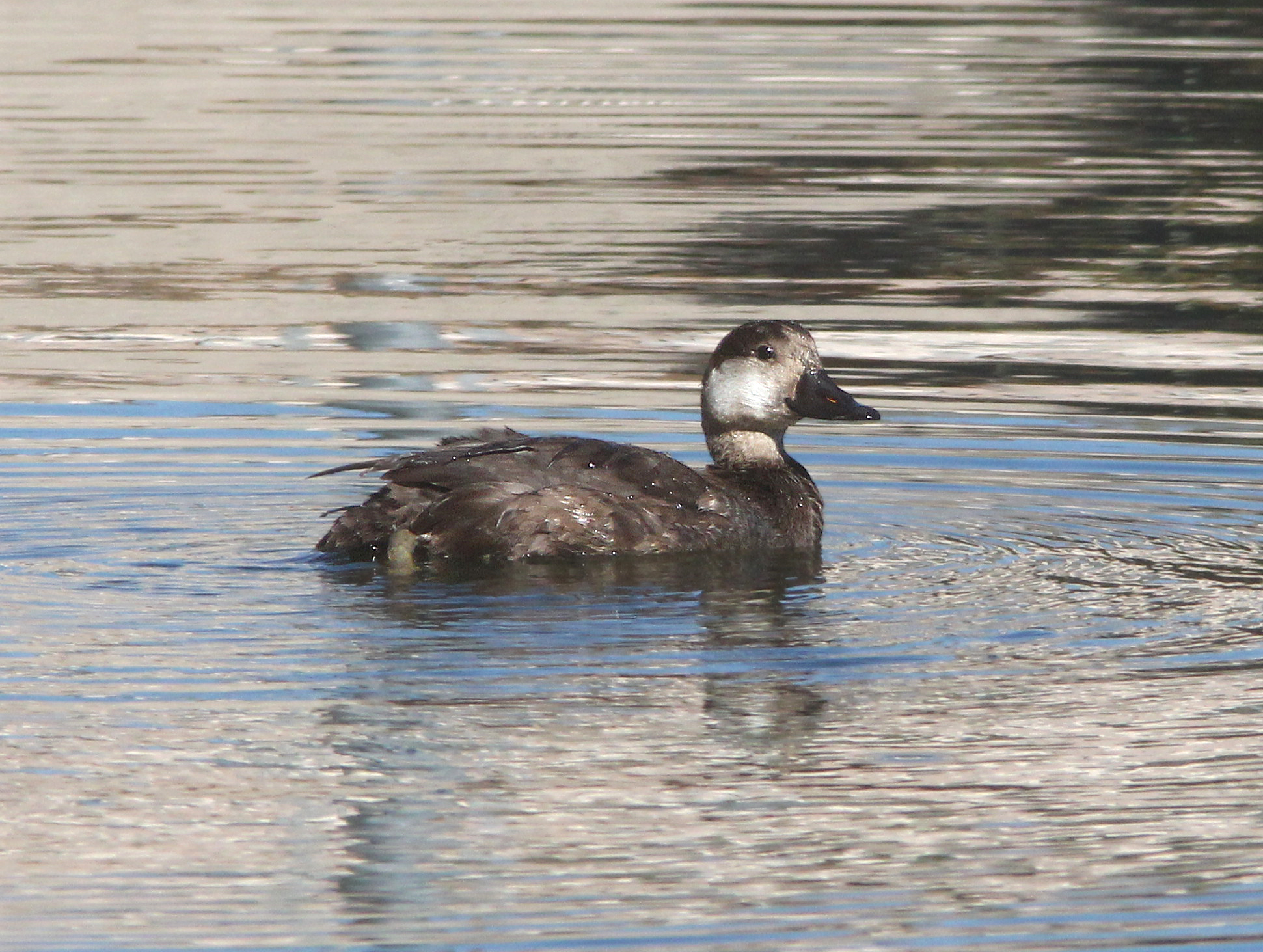
Adult hona.

## Utbredning och systematik
Amerikansk sjöorre beskrevs vetenskapligt av naturforskaren William Swainson år 1831. Artepitetet americana betyder just "amerikansk".
Amerikansk sjöorre är en flyttfågel som häckar i Ryssland öster om floden Lena, på Kamtjatka-halvön, i västra Alaska och i Québec i Kanada. Den övervintrar i Stora sjöarna och utefter Nordamerikas västra och östra kust, men också i Ryssland, norra och centrala Japan, Korea och till och från i östra Kina.

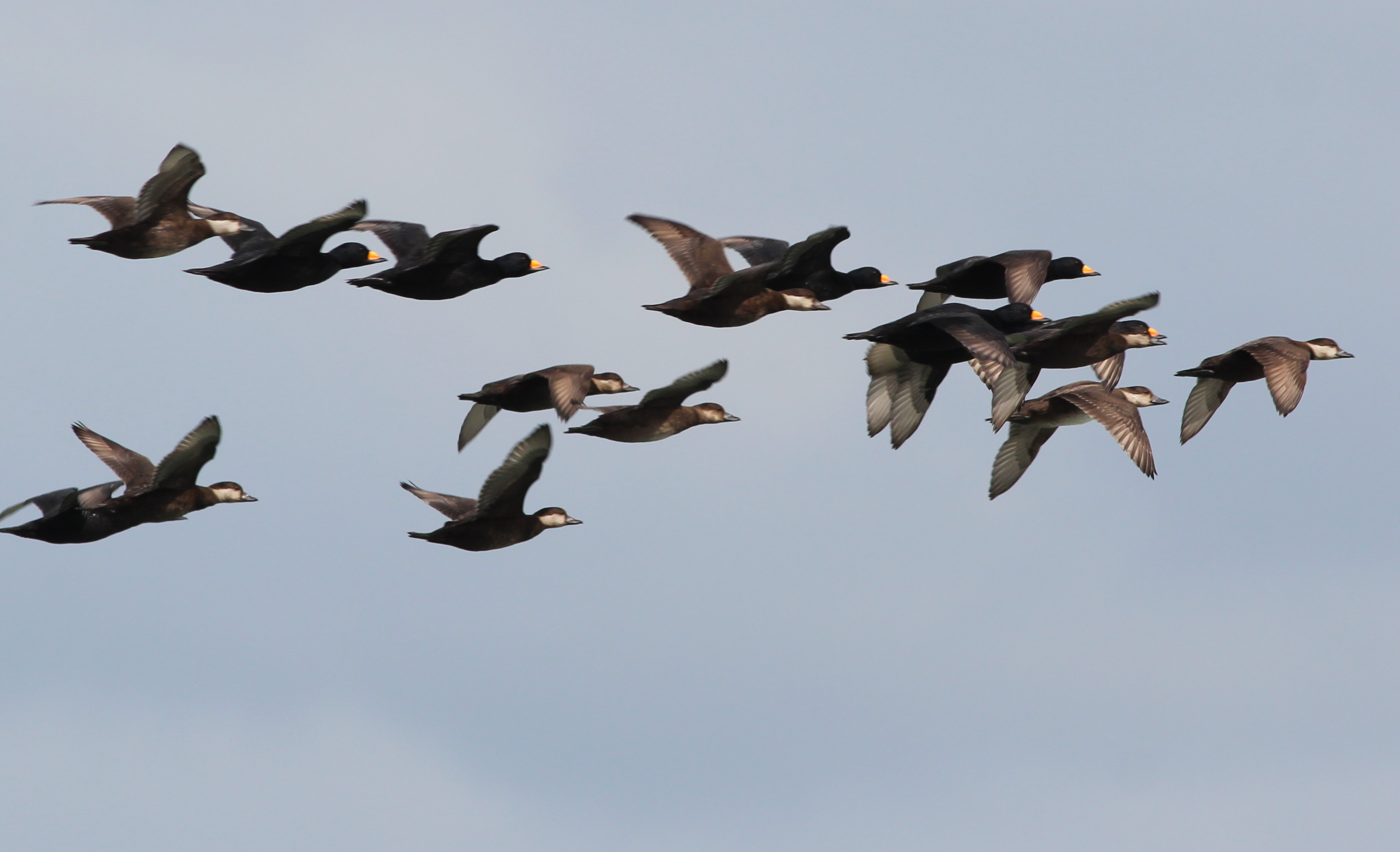
Flock med flyttande amerikansk sjöorre, i november utanför Floridas kust.

### Amerikansk sjöorre i Europa
Amerikansk sjöorre påträffas tillfälligt i Europa. I Sverige gjordes första fyndet 10/18 1994 av en sträckande hane vid Segerstads fyr på Öland. Fram till och med 2022 har sammanlagt 49 fynd gjorts, sedan 2003 årligen. Alla fynden har utgjorts av hanar, de allra flesta under vårsträcket i april och maj och ofta i Halland, på Utlängan i Blekinge och i Ottenby på Öland.

### Artstatus
Tidigare kategoriserades amerikansk sjöorre som en underart till sjöorre. Forskning har dock visat att det finns skillnader i både läten och utseende. Numera kategoriseras de generellt som två goda arter, av Birdlife Sverige (tidigare Sveriges ornitologiska förening) sedan 2011.

## Ekologi

### Häckning
Amerikansk sjöorre häckar i gölar, småsjöar eller åar på tundra, tajga eller myrliknande områden, och sällan inne i skog. Paren bildas vintertid och häckningen påbörjas i månadsskiftet maj-juni. Honan, som är starkt platstrogen, lägger sex till åtta gulbruna ägg, varpå hanen överger honan. Äggen ruvas i 28-31 dagar.

### Flyttning och övervintring
Hanarna börjar flytta från häckningsområdet redan i juni och samlas i stora mängder för att rugga i James Bay och Hudson Bay. Under flyttningen har stora antal observerats utmed Kommendörsöarna, Kamtjatkahalvön och Kurilerna. De övervintrar gärna i relativt grunda områden utmed låglänta exponerade kuster, men kan under flyttningen också besöka våtmarker inåt landet.

### Föda
Fågeln lever mestadels på mollusker, men äter även insekter, kräftdjur, maskar, småfisk och växtmaterial. Under sommaren lever honan på fjädermyggslarver och vattenloppor, medan ungarna först äter frön och insekter från vattenytan innan de går över till samma föda som honan. Amerikanska sjöorren dyker efter sin föda.

## Status och hot
Världspopulationen för amerikansk sjöorre uppskattas till 530 000–830 000 individer. Den tros minska relativt kraftigt och kategoriseras därför som nära hotad av internationella naturvårdsunionen IUCN. Av de olika hoten tros klimatförändringar vara det största. Minskat snötäcke i de nordamerikanska boreala områden där fåglarna häckar har kopplats till populationsnedgångar bland svärtor och sjöorrar, sannolikt på grund av en misanpassning mellan häckningstid och tillgång på föda. Framtida försurning i haven tros också påverka tillgången på musslor som utgör en stor del av sjöorrarnas föda. Utfiskning av skaldjur, oljeutsläpp och i vissa områden övergödning utgör också hot mot arten. Tidigare utsattes den för hårt jakttryck, med som mest minst 24 000 skjutna fåglar i USA 1974 och 23 000 årligen i Kanada 1974–1982. Senare tid har dock antalet jägare och fällda fåglar minskat drastiskt.